# Ушба
У́шба (груз. უშბა,, Ужба, карач.-балк. юч баш) — одна из вершин Большого Кавказа в грузинском крае Самегрело-Верхняя Сванетия (исторической области Верхняя Сванетия), в 1,5 км южнее границы с Россией (Кабардино-Балкария).

## Этимология
Ушба — со сванского уш — беда, несчастье; ба — гора. «Гора, приносящая несчастье». С карачаево-балкарского языка юч — три; баш — вершина, верх, голова. «Гора с тремя вершинами».

## География
Южная вершина Ушбы немного выше, чем северная, которая имеет высоту 4690 м. Северная вершина была покорена в 1888 году John Garford Cokklin и Ulrich Almer, в то время как первое восхождение на южную вершину было совершено в 1903 году немецко-швейцарско-австрийской экспедицией под руководством B. Rickmer-Rickmers.
Высота — 4690 м. На топографической карте К-38-26 указана высота 4710 м. Вершина двуглавая, сложена гранитами. С Ушбы стекают ледники Гуль и Ушбинский. В 10 км юго-восточнее вершины расположен районный центр Местиа.

## Галерея

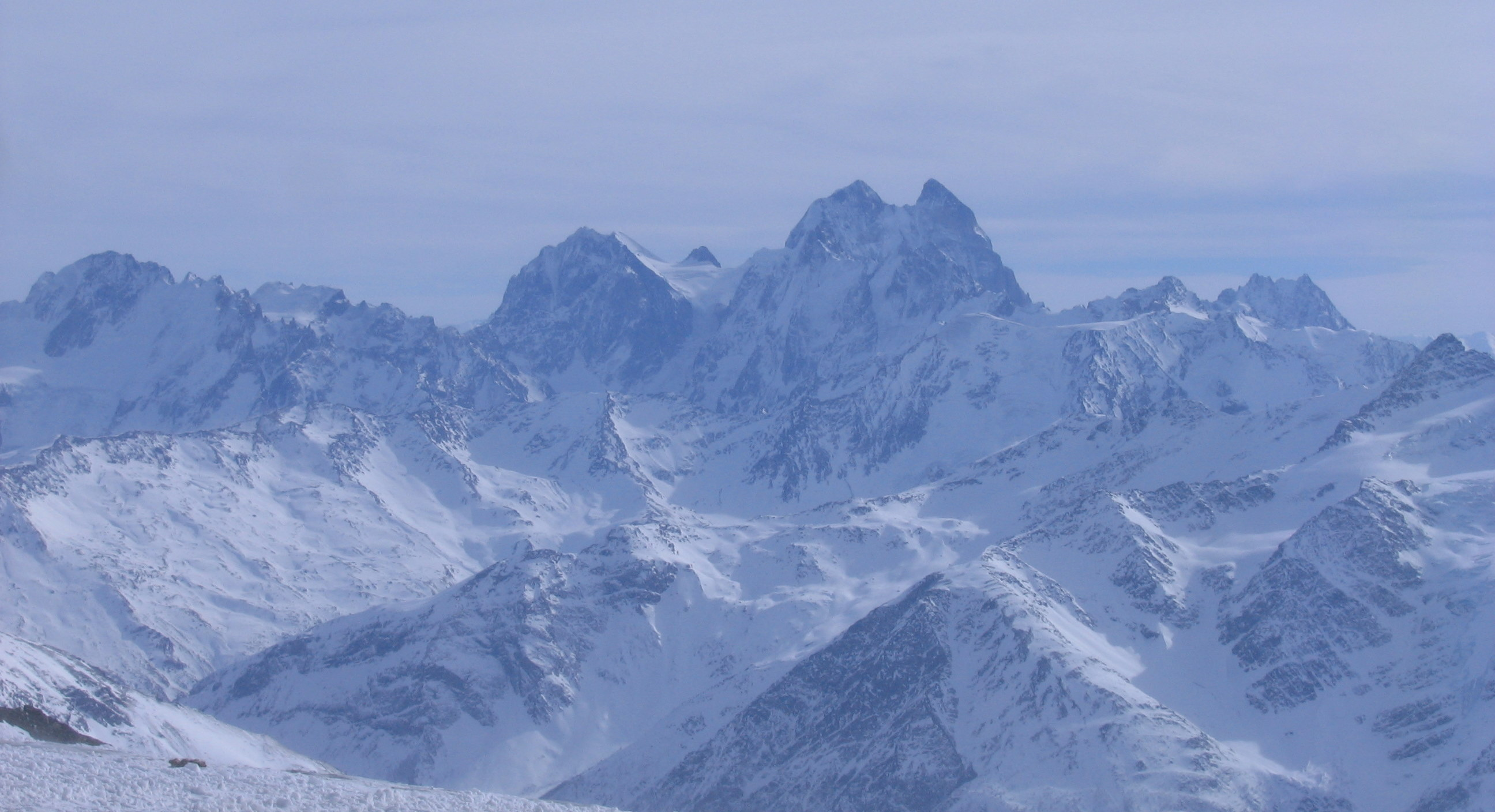
Вид на Ушбу с Эльбруса зимой, 20 км на юго-восток
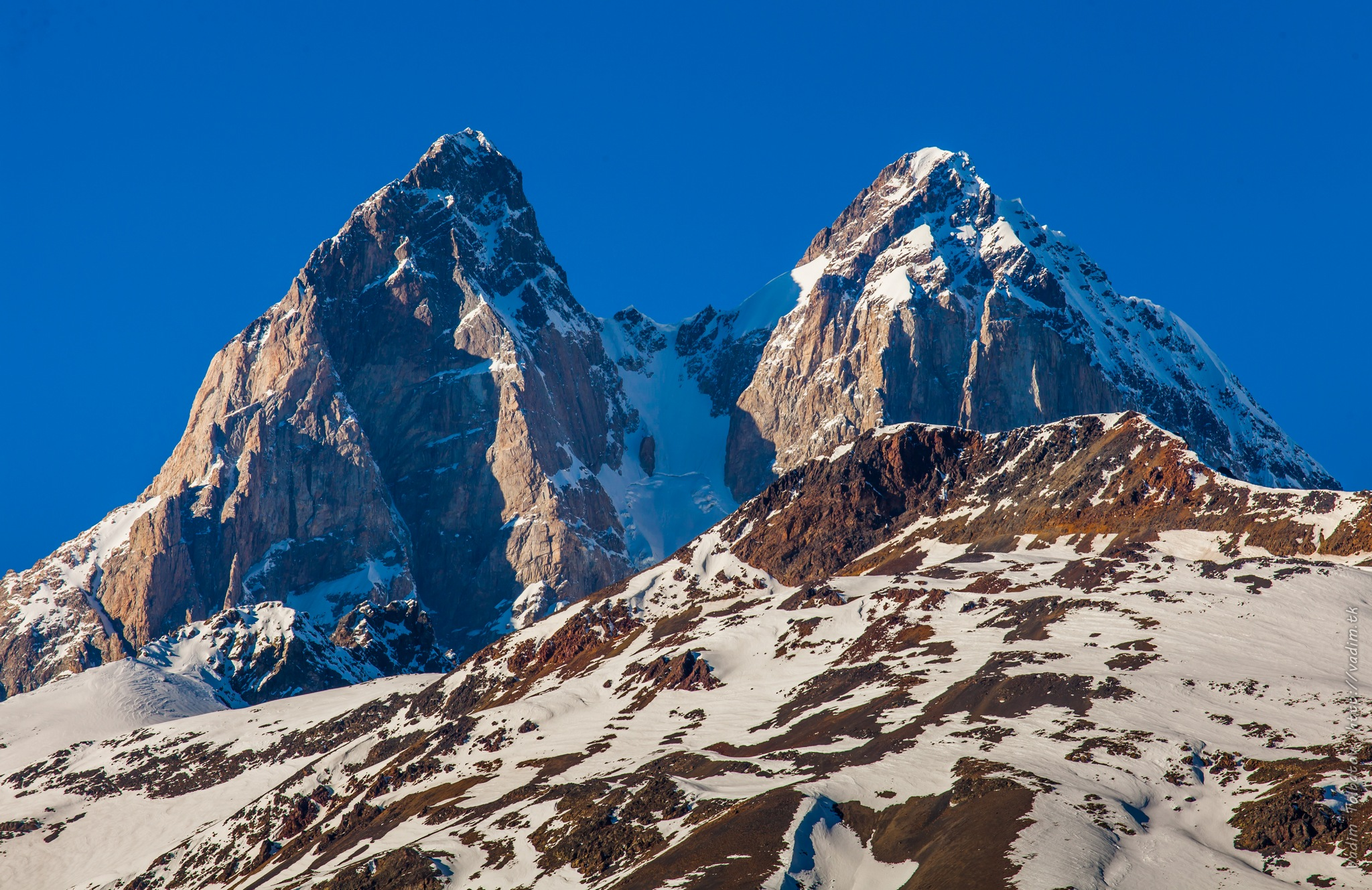
Вершина Ушбы, вид с юго-юго-востока
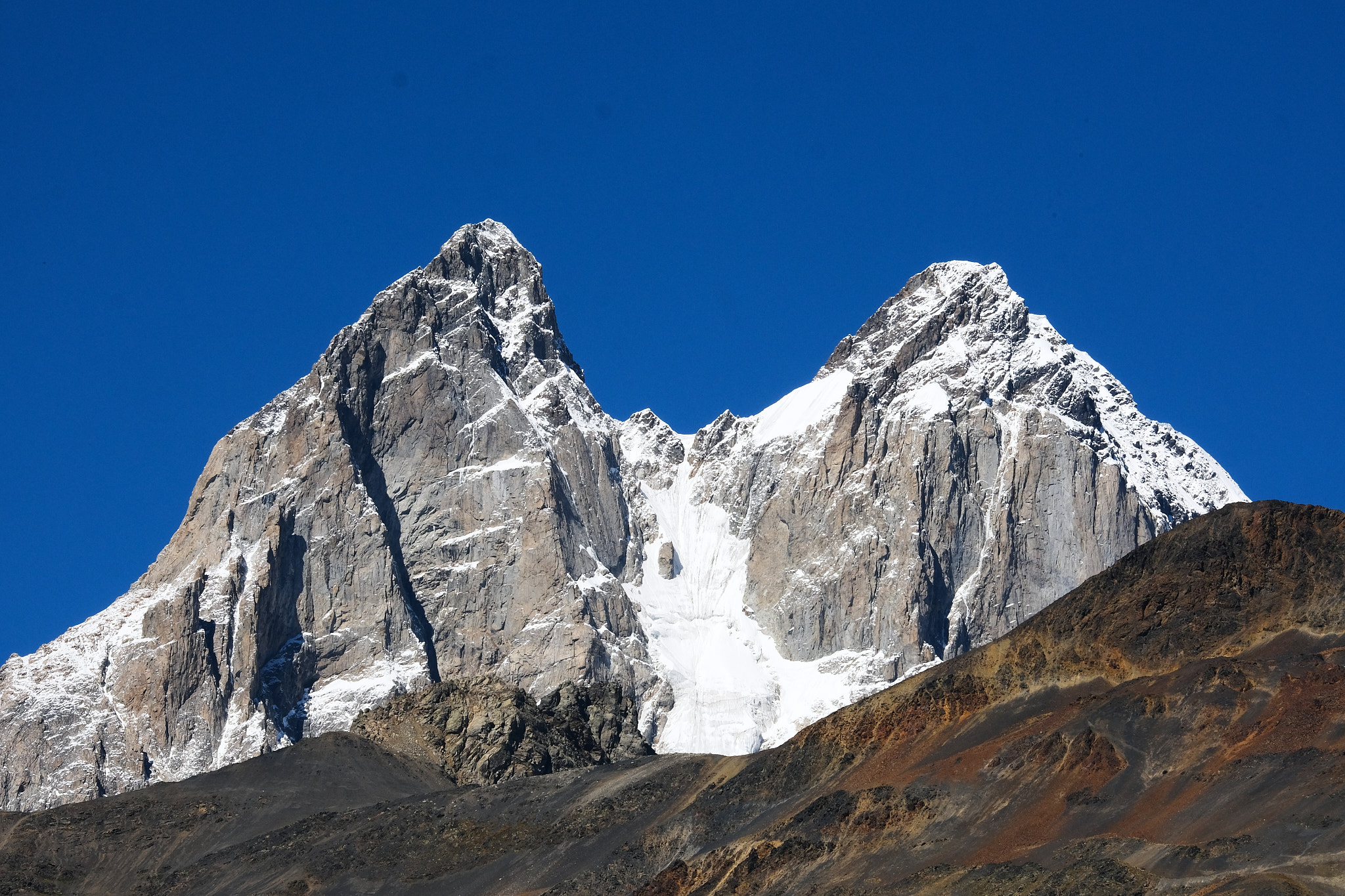
Вид с юго-востока осень 2024 год
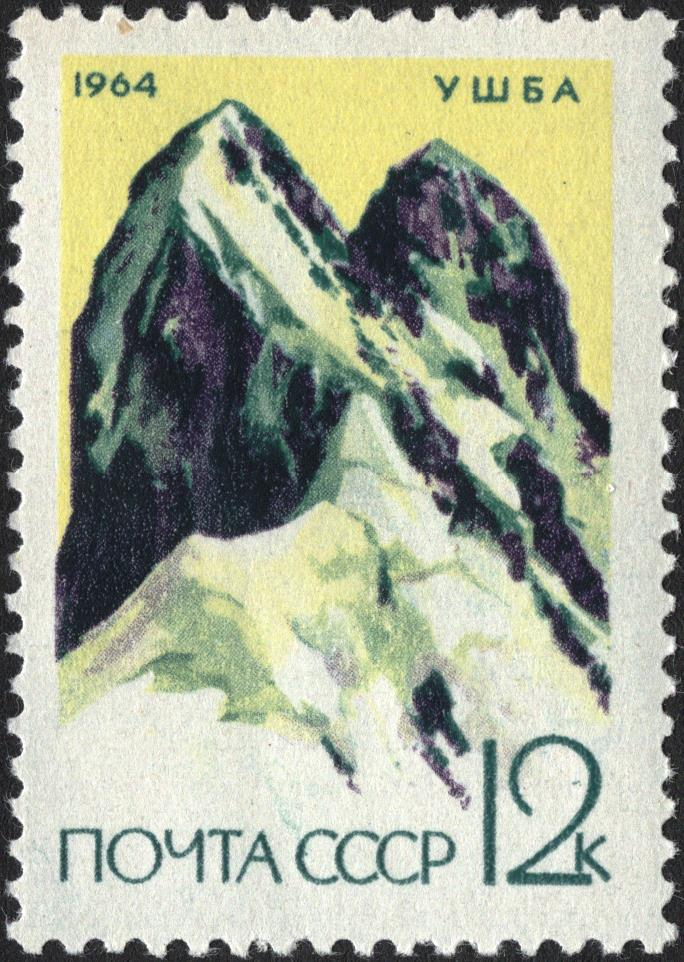
Почтовая марка СССР, 1964 год